# 2170 Byelorussia
2170 Byelorussia este un asteroid din centura principală, descoperit pe 16 septembrie 1971 de Observatorul din Crimeea.